# Gyula Farkas
Farkas Gyula (sau Julius Farkas, n. 28 martie 1847 la Sárosd, Fejér - d. 27 decembrie 1930 la Pestszentlőrinc) a fost un matematician și fizician maghiar.
Școala medie a parcurs-o la Györ, apoi a urmat cursurile Universității din Budapesta, luând doctoratul în filozofie.
A fost profesor la Școala Pedagogică de Fete și la Școala Reală din Székesfehérvár, apoi director al Școlii Normale (1870 - 1874).
În perioada 1881 - 1887, a fost profesor de matematică la Universitatea din Budapesta.
Din 1887 a fost profesor la Universitatea din Cluj, unde a predat mecanica elementară, mecanica teoretică, mecanica analitică, teoria potențialului și fizica teoretică.
În perioada 1874 - 1880, a fost profesor particular la copiii grofului Batthány Géza.
În 1898 devine membru al Academiei de Științe din Ungaria.
Lucrările sale au apărut în Comptes Rendus din Paris.
A tradus operele lui Baltzer despre teoria determinanților, Genf 1877.
A stabilit o lemă importantă din domeniul programării liniare, care este des citată și în lucrările matematicienilor români de specialitate.